# Barra do Brumado
Barra do Brumado é uma comunidade quilombola localizada no município brasileiro de Rio de Contas, na Chapada Diamantina, interior do estado da Bahia.
A comunidade foi certificada como remanescente de quilombo pela Fundação Cultural Palmares (FCP) em 12 de setembro de 2005 sob o processo de nº 01420.000054/1998-92.
Está situada próxima do povoado de Mato Grosso, com moradores descendentes de bandeirantes e alegadamente lusa e branca, e a cerca de 2,5 km de distância do quilombo do Bananal, acessível por estradas vicinais de terra, sendo banhada pelos rios Brumado Fazendola e Santo Antônio. Próximo a estas duas comunidades havia uma terceira, a Riacho das Pedras que, de forma polêmica, foi inundada pelo Açude Brumado e teve seus moradores dispersos.
Em Barra estão localizados os principais serviços e equipamentos públicos da região. Na chamada Praça da Barra está localizada a maior concentração de residências e também um cemitério que atende aos moradores, uma escola, dois campos de futebol de terra, a Igreja de Nossa Senhora Aparecida (datada de 1925) e equipamentos comunitários como um "Centro de Múltiplo Uso do Quilombo", havendo ainda um projeto de fábrica de polpa de frutas.